# Fouzi Mesaoudi
Fouzi Mesaoudi (Alphen aan den Rijn, 27 mei 1981) is een Nederlands voetballer van Marokkaanse komaf die als middenvelder speelde.
Messaoudi debuteerde bij Sparta en speelde vervolgens bij HFC Haarlem. In het seizoen 2005/06 probeerde hij aan de slag te gaan in het Britse voetbal. Hij was op proef bij Chelsea FC, Fulham FC, Southampton FC, Peterborough United en het Schotse Falkirk FC. Daar tekende hij in oktober 2005 tot het einde van het kalenderjaar. Na nog een proefperiode bij Wycombe Wanderers ging hij in het amateurvoetbal spelen. In het seizoen 2010/11 speelde hij nog in België, waar hij woonachtig was, voor KFC Wuustwezel. Hij geeft training in het amateurvoetbal.
In 2000 speelde hij twee wedstrijden voor het Nederlands zaalvoetbalelftal onder 21.